# George Butterworth
George Sainton Kaye Butterworth, angleški skladatelj, * 12. julij 1885, London, † 5. avgust 1916, Pozières. 
Rojen je bil v glasbeni družini, prvo glasbeno izobrazbo je prejel od svoje matere, ki je bila pevka. Komponirati je začel zgodaj, vendar je oče zanj predvidel drugačno kariero in ga je poslal na študij na Eton College, in kasneje na Trinity College v Oxford, kjer se je spoprijateljil z Ralphom Vaughanom Williamsom, s katerim je delil navdušenje za zbiranje angleških ljudskih pesmih. Butterworth je bil tudi izvrsten plesalec ljudskih plesov. Umrl je med služenjem vojaškega roka, posmrtno pa je prejel Vojaški križec.